# Зональні мінерали
Мінерали зональні (рос. минералы зональные, англ. zoned minerals) — мінерали, склад яких змінюється від внутрішньої частини до краю згідно з тими змінами фізичних та хімічних умов, які мали місце під час кристалізації.
Зональні мінерали — мінерали, в яких спостерігається чергування шарів різного хімічного складу або різних фізичних властивостей.
Зональність характерна для більшості мінералів, але для одних вона є видимою, а для інших виявляється тільки завдяки застосуванню спеціальних методів досліджень. Зональність відбиває зміни зовнішніх умов росту мінералу під час мінералоутворення.